# خاندان اوواری
خاندان اُواری (انگلیسی: Owari clan) این خاندان در اصل کونی نو میاتسوکو بودند، اما پس از لغو این نقش، نقش روحانی یا کشیشی را در معبد آتسوتا به عهده گرفتند.